# Efecto Signor-Lipps

Explicación del efecto.

El efecto Signor-Lipps es un principio de la paleontología propuesto por Philip W. Signor y Jere H. Lipps que dice que el registro fósil de los organismos nunca estará completo, debido a que no se registrarán como fósiles ni el primer organismo ni el último de un taxón determinado. A pesar de que una especie se puede considerar extinta al no encontrarse fósiles a partir de un punto dado del registro geológico, en realidad pudieron haber vivido individuos de dicho taxón con posterioridad a ese registro, pues es prácticamente imposible obtener todos los fósiles de la especie, ya que muchos de ellos aún no han sido descubiertos o bien fueron destruidos por diversos factores tafonómicos durante el paso del tiempo o bien no llegaron a dejar evidencias fósiles.
Un ejemplo famoso es el de los celacantos, que se creían extintos desde el fin del Cretácico hasta que fue encontrado un espécimen vivo en 1938.